# Линёв, Александр Логгинович
Александр Логгинович Линёв (1843—1918) — изобретатель, фотограф и деятель революционного движения в России.

## Биография
Из старинного дворянского рода, сын отставного штаб-ротмистра.
Окончил Санкт-Петербургский университет. В 1862 году, находясь за границей, принимал участие в организации Гейдельбергской читальни, которая, наряду с Лондоном, становится центром революционной эмиграции. Поддерживал отношения с Герценом и Огаревым. По возвращении в Россию, содержал книжный магазин в Петербурге, открытый на имя его сестры, в магазине продавалась марксистская литература. В 1866 году привлекался к ответственности следственной комиссией по делу о Гейдельбергской читальне, и по делу Каракозова. Был арестован 20 мая 1866 года и находился в Петропавловской крепости. Из крепости освобожден и отправлен в пересыльную тюрьму, после чего в октябре того же года был выслан в город Тотьму (Вологодской губернии) под надзор полиции на 5 лет с воспрещением въезда в столицы и выезда за границу. Из Тотьмы, вследствие «вредного влияния на местное общество» переведен в июне 1869 году в город Нолинск (Вятской губернии). В феврале 1871 года получил разрешение переселиться в Устюжну (Новгородской губернии) в родовую усадьбу отца. В 1872 году, проживая в Новгороде, посещал собрания, устраиваемые Александрой Дементьевой. В августе 1872 года был освобожден от надзора и в 1873 году эмигрировал за границу. Проживал в Цюрихе, учился в Политехникуме.
Один из организаторов и сотрудников журнала «Вперед!», главным редактором которого являлся Лавров (Степняк-Кравчинский). Жил в Лондоне, после закрытия журнала отошел от революционного движения.
Женился на певице и музыковеде Евгении Эдуардовне Паприц. Сопровождал её в этнографических экспедициях по России. Линёвы одними из первых стали использовать фонограф для записи этнической музыки. Линёв специально для записи многоголосия разработал систему из нескольких раструбов. По просьбе Льва Толстого приезжали к нему в Ясную Поляну, где демонстрировали образцы народного творчества. В Дневниках Льва Толстого за 1909 год, есть несколько упоминаний о Линёвых.
Линёв был лично знаком с Томасом Эдисоном, в развитие традиционного эдисоновского фонографа он придумал специальное приспособление — развилину для трёх рупоров, — которое позволяло уравновесить звук и записывать сразу большое количество певцов. Прежний, эдисоновский аппарат был предназначен исключительно для записи индивидуального исполнения.
Линёв был знаком с американской писательницей Этель Лилиан Войнич, которая вспоминает: «Он был крупным инженером, изобретателем. Вернувшись на родину после вынужденной эмиграции, А. Л. Линёв был одним из строителей первого трамвая в Москве». Разработал систему наружных контактов для трамвая, которая заинтересовала специалистов городского транспорта в России.
Занимался фотографией и автохромией. Известны несколько фотографий народных исполнителей сделанных им для Музыкально-этнографической комиссии при Этнографическом отделе Императорского Общества любителей естествознания, антропологии и этнографии Московского университета.
В музее Льва Толстого в Хамовниках хранится хромоскоп с 16 изображениями (автохромами) созданными А. Л. Линёвым. Это виды Хамовнического дома зимой и летом, Ясной Поляны.
Умер в 1918 году, некролог на его смерть написал Пётр Кропоткин.